# Jean-Charles Guichen
Pour les articles homonymes, voir Guichen (homonymie).
Jean-Charles Guichen est un guitariste et compositeur français né le 20 octobre 1970 à Quimper (Finistère). Il est spécialisé dans la musique bretonne et se produit en fest-noz ou en concert. Il est  à la base du groupe de fest-noz Ar Re Yaouank, des jeunes célèbres dans les années 1990 pour leur énergie, apportant un dynamisme dans la musique traditionnelle.

## Biographie
Jean-Charles Guichen reçoit sa première guitare en cadeau à l'âge de six ans. Il commence aussitôt les cours de solfège et de guitare classique.
En 1986, il découvre la musique bretonne, lors d'un fest-noz. Il parcourt alors les festoù-noz de la région, et rencontre les guitaristes de la scène bretonne de l'époque : Soïg Sibéril, Gilles Le Bigot, etc. Il commence alors à composer en duo avec son frère, Fred et se produisent sur des scènes de fest-noz. Ils sont déjà surnommés Ar Re Yaouank (« Les jeunes »).
En 1987-1988, ils rencontrent les sonneurs David Pasquet (bombarde) et Gaël Nicol (biniou), et commencent à jouer ensemble. Très vite, ils enregistrent quelques compositions. L'album Sidwel sort en 1989. Dans le studio, ils rencontrent le bassiste Stéphane De Vito, plutôt spécialiste de hard rock. Ils l'invitent sur quelques morceaux. Quelque temps plus tard, il intégrera leur groupe Ar Re Yaouank.
Jean-Charles Guichen devient musicien professionnel en 1990. En 1992, il forme le trio Bran, avec son frère Fred et Christophe Le Helley. Mais Christophe les quitte peu de temps après pour rejoindre Tri Yann, et devant le succès grandissant d'Ar Re Yaouank, le projet Bran est abandonné. Il se produit devant un public rock, comme le succès rencontré aux TransMusicales de Rennes 1995.
En 1996, Jean-Charles fonde le Trio PSG (Pellen, Sibéril, Guichen) avec les guitaristes Soïg Sibéril et Jacques Pellen.
Le groupe Ar Re Yaouank se sépare en 1998. Jean-Charles sort alors un premier album solo, mélange de musiques jazz et bretonne. Il entre également dans Celtic Procession, le projet de Jacques Pellen. Avec son frère Fred, il monte le Trio Guichen, afin de refaire de la scène avec leurs compositions. En 2000, Jean-Charles et Fred sont invités à jouer sur l'album Back to Breizh d'Alan Stivell, considérés par la presse comme des « musiciens du cru » et un « prodigieux guitariste ». Ils sont présents lors de la tournée, comme au festival des Vieilles Charrues.
Jean-Charles et Fred rencontrent Étienne Callac et David Hopkins en 2001. Ils créent alors le Guichen Quartet. Le premier album du groupe, Mémoire Vive, sort un an plus tard. David Pasquet souhaite en 2001 jouer ses compositions et fait appel à son ancien compère ainsi qu'au jeune flûtiste Sylvain Barou pour tourner sous le nom Barou-Pasquet-Guichen.
En 2004, le Guichen Quartet sort un nouvel album, Frères, sous le simple nom de Guichen, avec Étienne Callac et Antonin Volson (Grand prix du disque Produit en Bretagne). Les deux frères sortent ensuite Dreams of Brittany en 2007 (grand prix du disque du Télégramme et Produit en Bretagne) et Brozhers en 2011.
En 2010 lance son projet "SOLO DE L'ANKOU" ou il fait danser 8000 personnes au parc des expos de Rennes dans le cadre du festival Yaouank.
En juillet 2011, Ar Re Yaouank se reforme sur la scène du festival des Vieilles Charrues, devant 57 000 personnes, puis en novembre 2013, pour les 15 ans du festival Yaouank à Rennes, devant 7000 danseurs. Sorti en novembre 2012, son album Chadenn Denel porte ce projet sur les scènes bretonnes, françaises et internationales. En 2013, Jean-Charles Guichen forme son groupe "JEAN-CHARLES GUICHEN".
En mars 2015, il sort un nouvel album, Elipsenn, dans lequel le côté rock breton est renforcé et un regard neuf est apporté à la musique d'inspiration traditionnelle.
En Octobre 2018 il sort un nouvel album "Breizh An Ankou" ou il invite le Bagad Sonerien Bro dreger , Dan Ar Braz et Denez . il jouera devant 8000 personnes au festival Yaouank.
En Mars 2020 pendant la période Covid il sort son Album " BRAZ LIVE" engregistré au festival Interceltique en 2019.
En mai 2022 ils sort sont album "SPI" ou il invite le Bagad Sonerien Bro Dreger et Dan Ar Braz et toute l'équipe qui l'accompagne désormais dans son nouveau groupe à savoir , Claire Mocquard, Neven Sebille Kernaudour , Malo Carvou, Thomas Kerbrat et Stephane Rama.

### Scènes

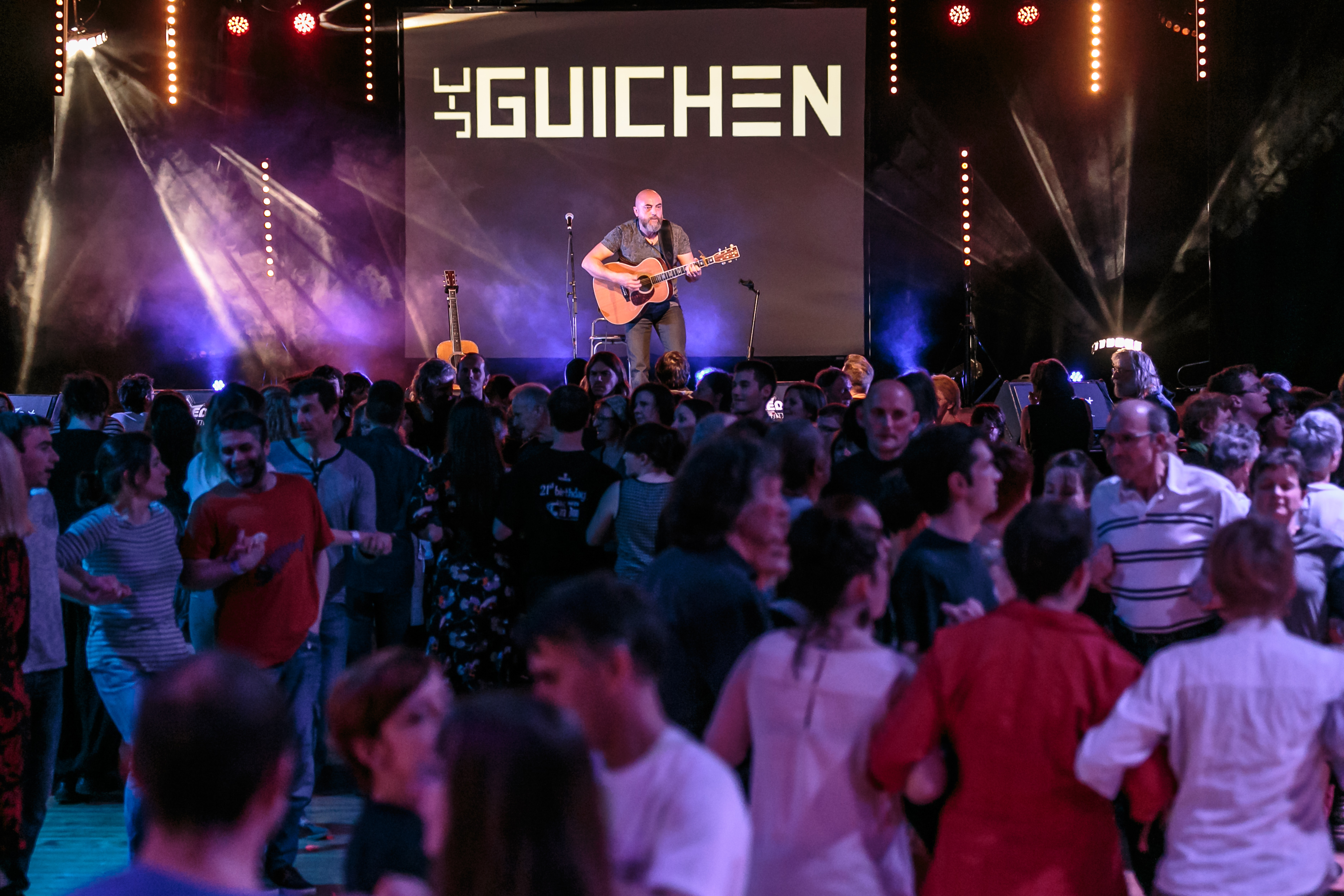
« Le Solo de l’Ankou » en 2016.

Il a joué sur les grandes scènes françaises : Bataclan, Élysée Montmartre, Francofolies, Vieilles Charrues, Olympia (Paris) et Zénith de Paris (en première partie du célèbre groupe de hard rock Trust en 2008). Il a donné des concerts à travers le monde (Karachi, Lahore, Islamabad au Pakistan, Jakarta, Singapour, Phnom phen et Angkor au Cambodge, Moncton au Canada, Taipei à Taïwan, Tahiti en Polynésie, Tokyo au Japon…).

## Discographie

### Albums solo
- 1998 : Jean-Charles Guichen (Ciré Jaune)
- 2012 : Chadenn Denel (Coop Breizh)
- 2015 : Elipsenn (Coop Breizh)
- 2017 : Breizh an Ankou : La Bretagne de l'Ankou (Coop Breizh)
- 2020 : Braz (Coop Breizh)
- 2022 : Spi (Glaz Music & Publishing)

### Ar Re Yaouank
- 1989 : Sidwel
- 1992 : Fest-Noz Still Alive (Coop Breizh)
- 1994 : Breizh Positive (Coop Breizh)
- 1996 : Ravine (Coop Breizh)

### Guichen Quartet
- 2002 : Mémoire Vive (Coop Breizh)

### Guichen
- 2004 : Frères (Coop Breizh)
- 2007 : Dreams of Brittany (Coop Breizh)
- 2011 : Brozhers (Coop Breizh)

### Bran
- 1992 : Christelle

### Trio PSG
- 2002 : PSG (Coop Breizh)

### Participations

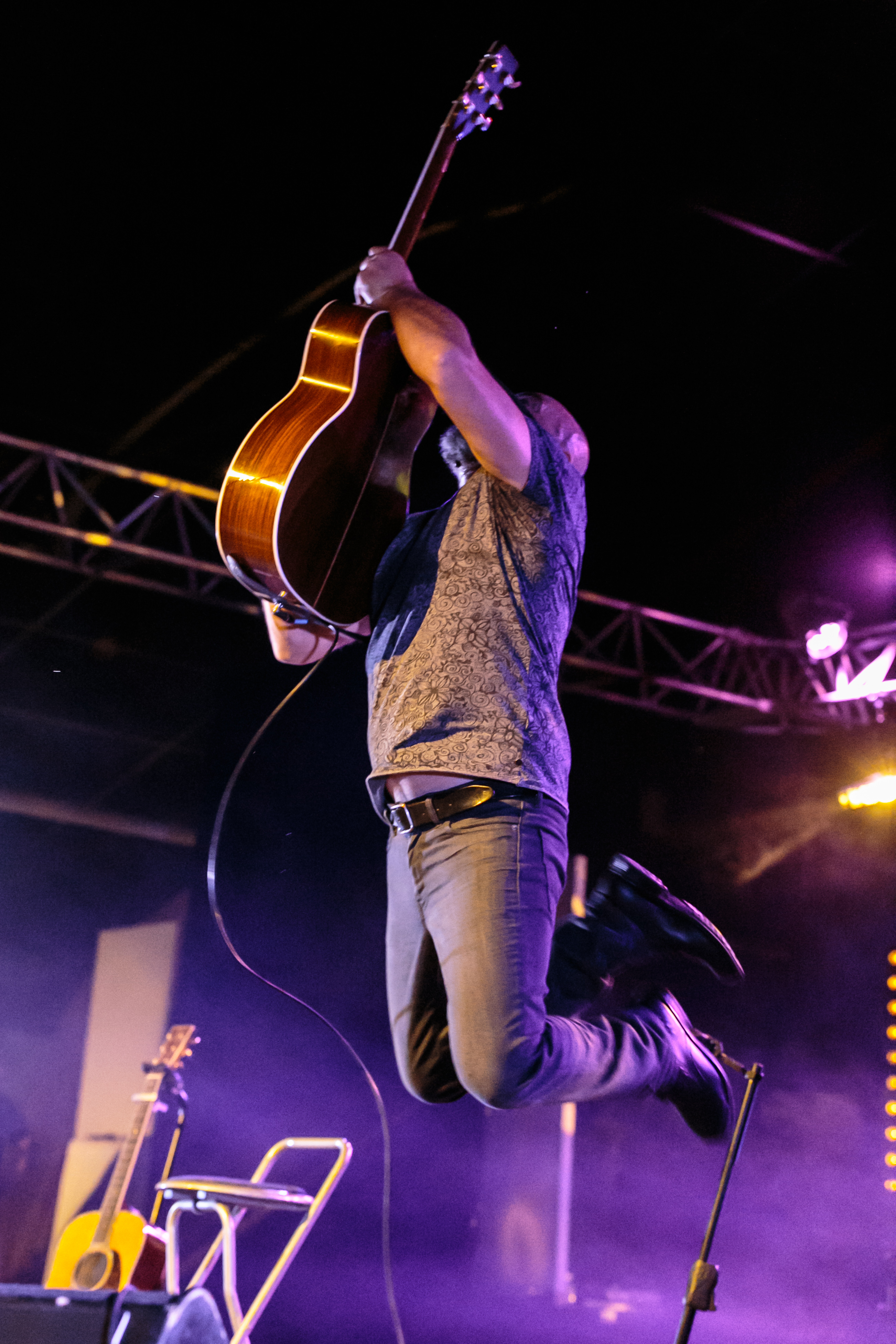
Stered Festival 2016 à Morlaix.

- 1995 : Collectif - Guitares celtiques (Sony Music)
- 1998 : Frédéric Guichen - La Lune noire (Ciré Jaune)
- 1999 : Collectif - Kerden : cordes de Bretagne (Coop Breizh)
- 2000 : Taÿfa - Awal (Griffe)
- 2000 : Jacques Pellen - Les tombées de la nuit, a Celtic Procession live (Naïve)
- 2000 : Alan Stivell - Back to Breizh (Dreyfus)
- 2000 : court métrage There it is au festival du film de Brest
- 2003 : Dominique Babilotte - Patchworld (Toot / On Tour in Prod)
- 2008 : Red Cardell - Le banquet de Cristal (Keltia Musique)
- 2008 : Gwennyn - Mammenn (Keltia Musique)
- 2009 : Red Cardell - La Fête au village (Keltia Musique)
- 2011: Dj Blue, Miss Blue
- 2012 : Kroazhent - Capital(e)
- 2018 : Denez Prigent - Mil hent - Mille chemin
- 2021 : Denez Prigent - Stur An Avel